# وست بابیلون (نیویورک)
وست بابیلون (به انگلیسی: West Babylon) یک منطقهٔ مسکونی در ایالات متحده آمریکا است که در شهرستان سافک، نیویورک واقع شده‌است. وست بابیلون ۲۰٫۹ کیلومتر مربع مساحت و ۴۳٬۲۱۳ نفر جمعیت دارد و ۱۲ متر بالاتر از سطح دریا واقع شده‌است.